# Łyżwiarstwo szybkie na Zimowych Igrzyskach Olimpijskich 1948
Zawody w łyżwiarstwie szybkim na Zimowych Igrzyskach Olimpijskich 1948 odbywały się w dniach 31 stycznia – 3 lutego 1948 roku, rywalizowali wyłącznie mężczyźni. Zawodnicy walczyli w czterech konkurencjach: na 500 m, 1500 m, 5000 m, 10 000 m. Łącznie rozdanych zostało zatem cztery kompletów medali. Zawody odbywały się na torze lodowym Badrutts Park.
Były to pierwsze zawody olimpijskie w łyżwiarstwie szybkim zorganizowane po zakończeniu II wojny światowej. Polacy nie wystąpili.

## Terminarz
| Data             | Miejscowość  | Konkurencja       | Złoto          | Srebro                                              | Brąz          |
| ---------------- | ------------ | ----------------- | -------------- | --------------------------------------------------- | ------------- |
| 31 stycznia 1948 | Sankt Moritz | 500 m mężczyzn    | Finn Helgesen  | Kenneth Bartholomew Thomas Byberg Robert Fitzgerald | -             |
| 1 lutego 1948    | Sankt Moritz | 5000 m mężczyzn   | Reidar Liaklev | Odd Lundberg                                        | Göthe Hedlund |
| 2 lutego 1948    | Sankt Moritz | 1500 m mężczyzn   | Sverre Farstad | Åke Seyffarth                                       | Odd Lundberg  |
| 3 lutego 1948    | Sankt Moritz | 10 000 m mężczyzn | Åke Seyffarth  | Lassi Parkkinen                                     | Pentti Lammio |

## Mężczyźni

### 500 m
| Miejsce | Państwo           | Zawodnik            | Czas | Strata |
| ------- | ----------------- | ------------------- | ---- | ------ |
|         | Norwegia          | Finn Helgesen       | 43.1 | OR     |
|         | Stany Zjednoczone | Kenneth Bartholomew | 43.2 | +0.1   |
|         | Norwegia          | Thomas Byberg       | 43.2 | +0.1   |
|         | Stany Zjednoczone | Robert Fitzgerald   | 43.2 | +0.1   |
| 5.      | Stany Zjednoczone | Ken Henry           | 43.3 | +0.2   |
| 6.      | Norwegia          | Sverre Farstad      | 43.6 | +0.5   |
|         | Norwegia          | Torodd Hauer        | 43.6 | +0.5   |
|         | Stany Zjednoczone | Delbert Lamb        | 43.6 | +0.5   |
|         | Kanada            | Frank Stack         | 43.6 | +0.5   |
| 10.     | Szwecja           | Mats Bolmstedt      | 43.7 | +0.6   |

Data: 31 stycznia 1948

### 1500 m
| Miejsce | Państwo           | Zawodnik        | Czas   | Strata |
| ------- | ----------------- | --------------- | ------ | ------ |
|         | Norwegia          | Sverre Farstad  | 2:17.6 | OR     |
|         | Szwecja           | Åke Seyffarth   | 2:18.1 | +0.5   |
|         | Norwegia          | Odd Lundberg    | 2:18.9 | +1.3   |
| 4.      | Finlandia         | Lauri Parkkinen | 2:19.6 | +2.0   |
| 5.      | Szwecja           | Gustav Jansson  | 2:20.0 | +2.4   |
| 6.      | Stany Zjednoczone | John Werket     | 2:20.2 | +2.6   |
| 7.      | Finlandia         | Kalevi Laitinen | 2:20.3 | +2.7   |
| 8.      | Szwecja           | Göthe Hedlund   | 2:20.7 | +3.1   |
| 9.      | Holandia          | Kees Broekman   | 2:21.0 | +3.4   |
| 10.     | Norwegia          | Gunnar Konsmo   | 2:21.2 | +3.6   |
|         | Węgry             | Iván Ruttkay    | 2:21.2 | +3.6   |

Data: 2 lutego 1948

### 5000 m
| Miejsce | Państwo   | Zawodnik        | Czas   | Strata |
| ------- | --------- | --------------- | ------ | ------ |
|         | Norwegia  | Reidar Liaklev  | 8:29.4 |        |
|         | Norwegia  | Odd Lundberg    | 8:32.7 | +3.3   |
|         | Szwecja   | Göthe Hedlund   | 8:34.8 | +5.4   |
| 4.      | Szwecja   | Gustav Jansson  | 8:34.9 | +5.5   |
| 5.      | Holandia  | Jan Langedijk   | 8:36.2 | +6.8   |
| 6.      | Holandia  | Kees Broekman   | 8:37.3 | +7.9   |
| 7.      | Szwecja   | Åke Seyffarth   | 8:37.9 | +8.5   |
| 8.      | Finlandia | Pentti Lammio   | 8:40.7 | +11.3  |
| 9.      | Finlandia | Lassi Parkkinen | 8:45.0 | +15.6  |
| 10.     | Węgry     | Kornél Pajor    | 8:45.2 | +15.8  |

Data: 1 lutego 1948

### 10 000 m
| Miejsce | Państwo   | Zawodnik         | Czas    | Strata  |
| ------- | --------- | ---------------- | ------- | ------- |
|         | Szwecja   | Åke Seyffarth    | 17:26.3 |         |
|         | Finlandia | Lassi Parkkinen  | 17:36.0 | +9.7    |
|         | Finlandia | Pentti Lammio    | 17:42.7 | +16.4   |
| 4.      | Węgry     | Kornél Pajor     | 17:45.6 | +19.3   |
| 5.      | Holandia  | Kees Broekman    | 17:54.7 | +28.4   |
| 6.      | Holandia  | Jan Langedijk    | 17:55.3 | +29.0   |
| 7.      | Norwegia  | Odd Lundberg     | 18:05.8 | +39.5   |
| 8.      | Szwecja   | Gustav Jansson   | 18:08.0 | +41.7   |
| 9.      | Szwecja   | Rune Hammarström | 18:39.6 | +1:13.3 |
| 10.     | Austria   | Max Stiepl       | 19:25.5 | +1:59.2 |

Data: 3 lutego 1948

## Tabela medalowa
| Lp. | Kraj              | złoto | srebro | brąz | razem |
| --- | ----------------- | ----- | ------ | ---- | ----- |
| 1   | Norwegia          | 3     | 2      | 1    | 6     |
| 2   | Szwecja           | 1     | 1      | 1    | 3     |
| 3   | Stany Zjednoczone | 0     | 2      | 0    | 2     |
| 4   | Finlandia         | 0     | 1      | 1    | 2     |